# Voleibol na Universíada de Verão de 1961
O voleibol na Universíada de Verão de 1961 foi disputado em Sófia, na Bulgária.

## Medalhistas
| Evento    | Ouro                | Prata        | Bronze             |
| --------- | ------------------- | ------------ | ------------------ |
| Masculino | ROM Romênia         | BUL Bulgária | TCH Checoslováquia |
| Feminino  | URS União Soviética | BUL Bulgária | ROM Romênia        |

## Quadro de medalhas
| Ordem | País                | Medalha de ouro | Medalha de prata | Medalha de bronze |   |
| ----- | ------------------- | --------------- | ---------------- | ----------------- | - |
| 1     | ROM Romênia         | 1               |                  | 1                 | 2 |
| 2     | URS União Soviética | 1               |                  |                   | 1 |
| 3     | BUL Bulgária        |                 | 2                |                   | 2 |
| 4     | TCH Checoslováquia  |                 |                  | 1                 | 1 |
| TOTAL | TOTAL               | 2               | 2                | 2                 | 6 |